# Chajaya
Chajaya (auch: General Gonzales) ist eine Ortschaft im Departamento La Paz im südamerikanischen Andenstaat Bolivien.

## Lage im Nahraum
Chajaya ist der zentrale Ort des Kantons Chajaya im Municipio Charazani in der Provinz Bautista Saavedra. Die Ortschaft liegt auf einer Höhe von 3818 m zwischen der Cordillera Muñecas im Süden und der Cordillera Apolobamba im Norden oberhalb eines der Zuflüsse des Río Mapiri, der zum Río Beni hin entwässert.

## Geographie
Chajaya liegt auf dem bolivianischen Altiplano im nordwestlichen Teil der bolivianischen Cordillera Central.
Die mittlere Durchschnittstemperatur der Region liegt bei 9 °C, der Jahresniederschlag beträgt etwa 750 mm. Die Region weist ein ausgeprägtes Tageszeitenklima auf, die Monatsdurchschnittstemperaturen schwanken nur unwesentlich zwischen 5 °C im Juli und 9 °C im Dezember. Die Monatsniederschläge liegen zwischen unter 10 mm in den Monaten Juni und Juli und mehr als 100 mm von Dezember bis März.

## Verkehrsnetz
Chajaya liegt in einer Entfernung von 247 Straßenkilometern nordwestlich von La Paz, der Hauptstadt des gleichnamigen Departamentos.
Von La Paz führt die asphaltierte Nationalstraße Ruta 2 in nordwestlicher Richtung 70 Kilometer bis Huarina, von dort zweigt die Ruta 16 ab, die als asphaltierte Straße weiter in nordwestlicher Richtung auf 97 Kilometern entlang des Titicacasees bis Escoma führt. Von dort führt die Ruta 16 weiter als unbefestigte Piste weiter nach Norden, erreicht nach 80 Kilometern Chajaya und führt talabwärts weiter nach Charazani.

## Bevölkerung
Die Einwohnerzahl der Siedlung hat sich in den zwei Jahrzehnten zwischen den letzten Volkszählungen leicht erhöht:
| Jahr | Einwohner | Quelle       |
| ---- | --------- | ------------ |
| 1992 | 241       | Volkszählung |
| 2001 | 257       | Volkszählung |
| 2012 | 273       | Volkszählung |
| 2024 |           | Volkszählung |